# Solterón

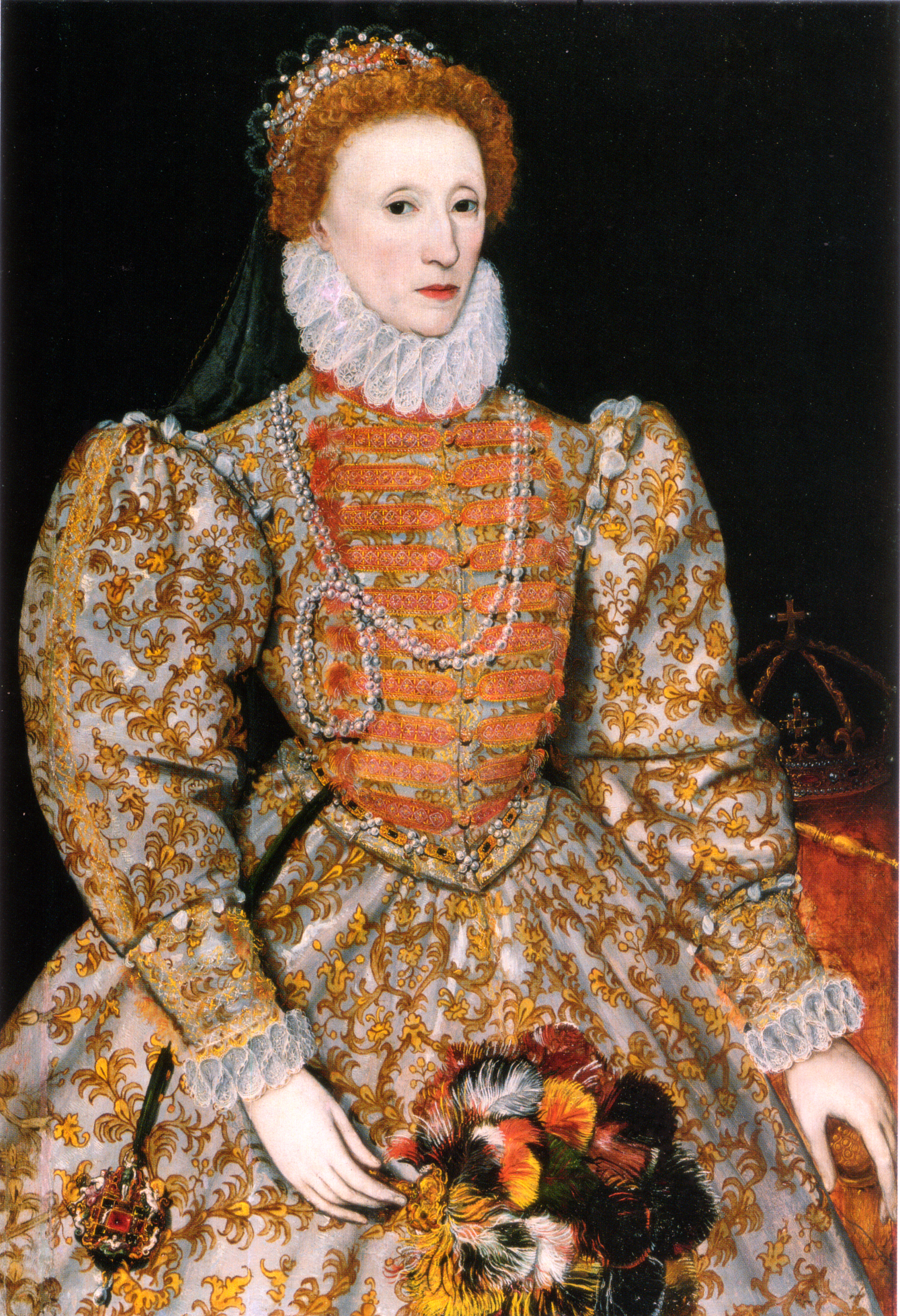
La reina Isabel I de Inglaterra, apodada la Reina Virgen, nunca contrajo matrimonio lo que supuso el fin de la dinastía Tudor.

Solterón o solterona es un término para referirse a alguien que ha alcanzado o sobrepasado la edad en la que, en su sociedad, se consideraría propio casarse. El término se ha aplicado en forma de estigma contra las mujeres solteras debido al rol fundamentalmente reproductor y familiar que las sociedades tradicionales han asignado a la mujer. Por ello, el estereotipo de solterona era el de una persona "no realizada" que podía ser motivo de insulto o burla.[cita requerida] A la mujer en este estado se le da la locución coloquial "quedarse para vestir santos" debido al hecho de que antaño las mujeres que llegaban a la edad de 30 años sin contraer matrimonio eran destinadas a dedicarse a atender y arreglar los templos religiosos, al igual que las que enviudaban. Es un error confundir este estilo de vida con el de hacerse monja, ya que esto último implica hacer votos de castidad y celibato, a más de estar movido por la vocación. 
Por su parte, en algunos países a los hombres solteros de edad madura o avanzada se los prejuzga de manera errónea y sumamente cruel como "homosexuales reprimidos". Y en muchos casos lleva a algunos a pretender cortejar muchas mujeres sin que haya una relación estable con una en específico, por lo cual terminan convirtiéndose en picaflores, mujeriegos o casanovas. Aun así, unos pocos que están movidos por la vocación religiosa, deciden reprimir sus deseos amorosos y sexuales rechazando el tener pareja y casarse con la finalidad de incursionar en el sacerdocio. Ya en este último caso dejan de ser solterones para convertirse en célibes.
En ningún caso debe confundirse con el celibato, ya que esto último es una decisión personal que se toma por vocación. Tampoco debe confundirse con la asexualidad, en cuyo caso significa que no existe deseo sexual ni entre el mismo sexo ni entre sexos distintos.    